# 공시현
공시현(2005년 2월 23일~)는 대한민국의 축구 선수로, 포지션은 골키퍼이다. 현재 K리그1 전북 현대 모터스 소속이다.